# Gagea mauritanica
Gagea mauritanica es una especie de plantas con flores del género Gagea de la familia Liliaceae.

## Descripción
Se trata de una hierba perenne que tiene un bulbo pequeño subterráneo con un tallo erecto y solitario no ramificado muy delgado que también soporta las escasas hojas, éstas son lanceoladas. La inflorescencia en racimo con 1-5 flores de color amarillo intenso. Es fruto es una cápsula con semillas ovoides.

## Distribución
Es endémica del sur Mediterráneo, en norte de África, en Marruecos, Argelia y Mauritania y en las Islas Baleares.